# Carmenza Spadafora
Carmenza Spadafora (Ciudad de Panamá, 31 de mayo) es una bioquímica panameña, codescubridora del receptor "X" una esquiva proteína que usa el parásito de la malaria para ingresar al organismo humano e infectar los glóbulos rojos. Es considerada una de las 10 mujeres más importantes de la historia de Panamá en el ámbito de la ciencia.

## Biografía
Criada en la ciudad de Chitré, provincia de Herrera. Doctora en Bioquímica, de la Universidad de Granada, España, con su trabajo en la identificación y caracterización de dos caseína quinasas del parásito causante del mal de Chagas o Trypanosomiasis Americana. Estudió una licenciatura en Ciencia en Bioquímica en Eastern Michigan University, en Estados Unidos y cuenta con postgrados en Docencia Media de la Universidad de Panamá, en Biología Molecular de la Universidad de Florida Central y en Biología Celular en el Instituto de Investigaciones Walter Reed.
Descubrió, junto al científico José Antonio Stoute, la identidad de la proteína receptora que utiliza el parásito de la malaria para ingresar al organismo humano e infectar los glóbulos rojos. La identidad de esta proteína, CR1, se estuvo buscando por más de dos décadas, de allí su seudónimo de "X".
Actualmente es la coordinadora del Centro de Biología Celular y Molecular de Enfermedades del Instituto de Investigaciones Científicas y Servicios de Alta Tecnología. Miembro senior del Instituto de Ingeniería Eléctrica y Electrónica,  de la Asociación para el Avance de la Ciencia de Estados Unidos, de la Asociación para el Avance de la Ciencia de Panamá (APANAC) y de la Asociación Americana de Medicina Tropical e Higiene.

## Premios y reconocimientos
- En 2012 se le otorgó ser miembro honorario de la Asociación de Farmacia y Biotecnología de la India.[2]
- En 2012 y 2014 recibió el Premio a la Excelencia en la Investigación otorgada por APANAC y la Secretaría Nacional de Ciencia, Tecnología e Innovación.[2]
- En 2022 fue nombrada como una de las 25 mujeres en la ciencia en Latinoamérica, por la compañía 3M.[3]
- Es miembro distinguida del Sistema Nacional de Investigación (SNI).[2]

## Líneas de investigación
Su investigación doctoral la realizó en la Universidad de Granada, España, trabajando en el Laboratorio de Farmacología Molecular y Bioquímica de los doctores Santiago Castanys y Francisco Gamarro Conde, en el Instituto de Parasitología y Biomedicina “López-Neyra” del Consejo Superior de Investigaciones Científicas (CSIC).
Estudiando el parásito del mal de Chagas, se le presentó la oportunidad de hacer un postdoctorado para estudiar quinasas en otro parásito. Sucedió luego de que ella diera una charla en el Instituto Pasteur de París cuando el profesor Debopam Chakrabarti se le acercó para ofrecerle una propuesta postdoctoral en la Universidad de Florida Central. Allí estudia las proteínas quinasas reguladoras del ciclo celular del parásito causante de la malaria, P. falciparum.
Durante su estancia en esa universidad fue asistente de profesorado para clases de maestría en Biología Molecular. Luego, fue investigadora asociada en el Instituto de Investigaciones Walter Reed del Ejército de Estados Unidos (WRAIR, por sus siglas en inglés).
En 2008 regresó a Panamá para dirigir el Proyecto de Bioensayos Antiparasitarios y Anticancerígenos de los grupos ICBG Panamá (International Cooperative Biodiversity Groups) de productos naturales, junto con colaboradores panameños e internacionales.
Al mismo tiempo, entró a trabajar en INDICASAT donde labora hasta ahora. Como coordinadora del Centro de Biología Celular y Molecular de Enfermedades de este instituto, sus intereses de investigación se centran en los parásitos tropicales, especialmente la malaria; descubrimiento de fármacos a partir de productos naturales; señales de comunicación celular; y la biofísica de los patógenos.

### Malaria
Junto al doctor José A. Stoute, descubrió la identidad del receptor, dentro del eritrocito humano, para el parásito causante de la malaria. La identidad de ese receptor, conocido hasta entonces como “receptor X” por su oculta identidad se había estado buscando por más de 20 años. El descubrimiento de la CR1 como X,  lo considera como uno de los hitos de su carrera.
La demostración de que CR1 es un receptor de Plasmodium falciparum facilitará la identificación de proteínas adicionales que permiten al parásito engancharse a los glóbulos rojos, y el futuro desarrollo de una vacuna que detenga su invasión.
Ambos trabajaron en este proyecto desde el Instituto de Investigaciones Walter Reed y la Uniformed Services University of Health Sciences en Bethesda, Maryland.
Con su estudiante de doctorado, Ricardo Correa, han logrado conformar el primer grupo que describió la existencia de compuestos volátiles dentro de las vesículas extracelulares, en este caso, en los que salen del parásito de la malaria. Muchos grupos de investigadores en el mundo han estado estudiando estos cuerpos extracelulares en toda clase de tejidos y especies, pero su grupo fue pionero en describir que había compuestos volátiles orgánicos dentro de estas vesículas.

Tienen previsto publicar su investigación sobre el uso de microondas en la malaria, que recoge los principales hallazgos que otra estudiante de doctorado y de entrenamiento postdoctoral, Lorena Coronado y otros investigadores de Panamá y Estados Unidos, han logrado en los catorce  años de investigación en este tema.
Creo que lo más importante ya se hizo, que es la etapa de probarlo in vivo y constatar (primero) que esta irradiación no es tóxica, que no causa daños al animal. La seguridad de la irradiación ya la hemos probado.

### Financiación de la Fundación Bill y Melinda Gates
En 2008 Carmenza Spadafora logró el financiamiento de Fase 1 de los Proyectos Exploration de la Fundación Bill y Melinda Gates, junto con el doctor José A. Stoute, para estudiar el uso de microondas contra la malaria. Con esta idea no solo lograron la Fase I de financiamiento sino también la Fase II, convirtiéndose es una de los tres investigadores en Latinoamérica que han recibido este financiamiento.

## Publicaciones
- Antiplasmodial activity from leaves of Cocos nucifera in Plasmodium berghei infected mice. Nicole M. Tayler, Rosa De Jesús de Durán, Rita Spadafora, Lorena M. Coronado, Carmenza Spadafora. J Parasit Dis 44, 305–313 (2020). https://doi.org/10.1007/s12639-020-01207-7

- Evaluation of antiparasitic, anticancer, antimicrobial and hypoglycemic properties of organic extracts from Panamanian Mangrove Plants.  Dioxelis Lopez, Carmenza Spadafora, Lilia Cherigo, Alejandro de Sedas, Sergio Martinez. Asian Pacific Journal of Tropical Medicine. 2018, 11(1):32. doi: 10.1186/s13065-019-0540-8

- Complement Receptor 1 Is a Sialic Acid-Independent Erythrocyte Receptor of Plasmodium falciparum. Spadafora, C., Awandare, G., Kopydlowski, K., Czege, J,, Moch, JK., Finberg, RW, Tsokos, G., Stoute, JA. (2010) PLoS Pathog Jun 17;6(6):e1000968. doi: 10.1371/journal.ppat.1000968